# Xanthorhoe callirrhoda
Xanthorhoe callirrhoda är en fjärilsart som beskrevs av Fletcher 1958. Xanthorhoe callirrhoda ingår i släktet Xanthorhoe och familjen mätare. Inga underarter finns listade i Catalogue of Life.